# قميع (فرع العدين)

تعديل مصدري - تعديل

قميع محلة تابعة لقرية ضنع، التابعة لعزلة العاقبة بمديرية فرع العدين إحدى مديريات محافظة إب في الجمهورية اليمنية، بلغ تعداد سكانها 93 حسب تعداد اليمن لعام 2004.